# ماهیچه بازکننده انگشت اشاره
ماهیچه بازکننده انگشت اشاره یا عضله بازکننده سبابه (انگلیسی: Extensor indicis muscle) از ماهیچه‌های ساعد انسان است. کار آن باز کردن مفصل انگشت اشاره با استخوان کف دست و آداکشن همین مفصل است. تاندون این ماهیچه در پایین به سطح پشتی انگشت سبابه چسبیده و موجب باز شدن انگشت سبابه می‌شود.
سر ثابت آن بخش انتهایی استخوان زند زیرین (سطح خلفی) و سر متحرک آن تاندون بازکننده مشترک انگشتان، در کنار استخوان دوم کف دست و بند اول انگشت سبابه است.
عصب‌گیری آن از عصب عمقی شعاعی است.